# Stazione di Trieste Campo Marzio
La stazione di Trieste Campo Marzio era il secondo scalo ferroviario di Trieste per importanza; dal 1960 è chiusa al traffico viaggiatori ed è utilizzata per l'effettuazione di treni storici amatoriali. Ospita il museo ferroviario omonimo. È una stazione di testa, terminale per le linee dirette a essa posta al km 7+668 della linea di circonvallazione che la collega alla stazione di Trieste Centrale.

## Storia

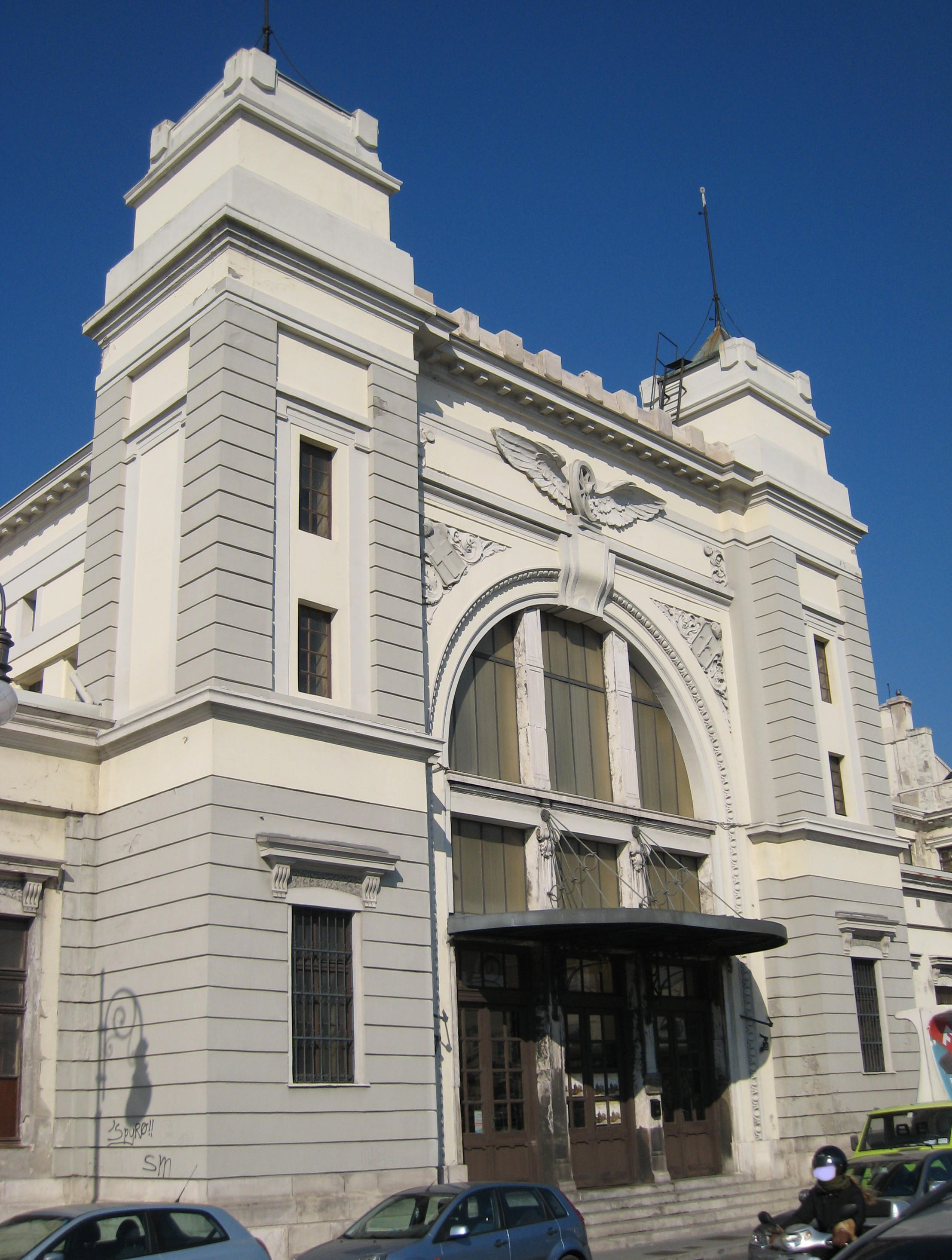
L'ingresso del fabbricato viaggiatori della ex stazione

Nel 1887, le Ferrovie di Stato austriache (kkStB) per ridurre la propria dipendenza dalla rete della Südbahn, aprirono la linea ferroviaria ferrovia Trieste-Erpelle dotando la città di una seconda stazione, denominata Trieste Sant'Andrea aperta come capolinea della ferrovia e raccordata con un binario (Linea delle Rive) alla stazione Centrale. La stazione permetteva di raggiungere Pola e Rovigno (dal secondo dopoguerra in territorio croato). Nel 1902 si attestò in questo impianto anche la Parenzana (a scartamento ridotto).
Con l'apertura della ferrovia Transalpina nel 1906, la stazione di Sant'Andrea fu ricostruita e spostata verso nord e assunse la denominazione di Trieste stazione dello Stato (in tedesco, Triest Staatsbahnhof. L'importante edificio fu costruito tra il 1901 e il 1906, su progetto dell'architetto Robert Seelig, in quanto la stazione di Sant'Andrea era stata designata quale capolinea dell'importante ferrovia statale Jesenice-Trieste facente parte del complesso della Transalpina, che congiungeva Trieste con il territorio interno austriaco e, tramite diramazioni, anche con Vienna e Salisburgo. Il nuovo impianto ferroviario era secondo per dimensioni e volume di trasporti solo alla Stazione di Trieste Centrale.
Alla fine della prima guerra mondiale, in seguito alle ripartizioni territoriali conseguenti al Trattato di Saint Germain, la stazione entrò a far parte delle strutture gestite dalle Ferrovie dello Stato italiane (FS). Nel 1923 la stazione di Trieste Sant'Andrea fu rinominata Trieste Campo Marzio.
Nel 1935 la stazione perse il traffico per Parenzo in seguito alla soppressione della ferrovia. Permaneva il traffico verso Erpelle-Cosina e Pola, oltre a un ormai limitato servizio sulla Transalpina, per Gorizia Montesanto. Il nuovo spostamento delle frontiere seguito alla fine seconda guerra mondiale vide la chiusura del servizio viaggiatori sulla Transalpina; la stazione rimase al servizio del solo traffico viaggiatori per Erpelle-Cosina, con quasi tutte le corse limitate al tratto italiano, fino a Sant'Elia. La poca consistenza di tale traffico portò nel 1958 alla sostituzione dei treni con un autoservizio. Fino al 1960 rimase attiva la biglietteria e la sala di attesa. La soppressione definitiva della ferrovia fu decretata con DPR 28 agosto 1961, n. 1018, nel 1966 la linea venne smantellata. La stazione fu utilizzata, tramite il collegamento della linea di cintura (in galleria) con la stazione centrale, per il traffico merci (soprattutto container) verso l'Asia Minore e il medio Oriente che a Campo Marzio vengono trasferiti sulle navi.
Durante buona parte del Novecento l'area antistante la stazione ospitava un importante capolinea della rete tranviaria di Trieste.
Dopo un lungo abbandono un gruppo di volontari richiese l'uso di una parte del fabbricato e in seguito costituì il museo ferroviario di Trieste Campo Marzio, la cui apertura al pubblico risale all'8 marzo 1984.

## Strutture e impianti
La stazione è dotata di un grande fabbricato viaggiatori; ospitava i servizi di biglietteria, la sala d'attesa, l'edicola, il bar, gli uffici e la dirigenza del movimento. La stazione è dotata di due segnali di protezione; il fascio binari è dotato di due segnali di partenza (interno ed esterno). Quattro dei binari "viaggiatori" della stazione sono adibiti ad ospitare la collezione museale di locomotive e rotabili d'epoca.
La stazione è terminale delle linee per Villa Opicina, per Trieste Aquilinia e per Trieste Centrale (tramite una galleria di 5.727 m).

## Movimento
Il traffico della stazione era notevole nella seconda metà degli anni trenta: dalla stazione partivano giornalmente, nel 1938, 9 treni effettuati con automotrici ALn 556 dei quali 5 raggiungevano il capolinea di Pola, 3 Divaccia e 1 si fermava ad Erpelle. Sempre per Pola venivano effettuati, con trazione a vapore, 2 diretti, un omnibus e un misto. Alla stazione giungevano giornalmente due treni diretti, una automotrice da Erpelle, 2 da Divaccia e 5 da Pola. Da Pola arrivavano anche un treno misto e un omnibus con trazione a vapore. Oltre ai treni per Gorizia Montesanto e San Daniele del Carso, che percorrevano la Transalpina.
Nel secondo dopoguerra, in conseguenza della ridefinizione dei confini, il traffico ferroviario fu limitato a un modesto servizio passeggeri verso Erpelle (in Jugoslavia) con coincidenza per Pola.
Nel 1947 l'orario ferroviario generale Pozzo riportava un'offerta giornaliera di 4 coppie di treni accelerati per Erpelle.
Nel 1954 le coppie di treni erano salite a 5 (di cui 4 limitate al percorso italiano, fino a Sant'Elia), con un miglioramento dei tempi di percorrenza. Dal 31 dicembre 1958, il servizio ferroviario fu sostituito con 5 coppie di corse di autobus sostitutivi e fino all'anno successivo rimase ancora attiva la biglietteria e la sala d'attesa, per gli utenti dell'autoservizio.